# Kwame Anthony Appiah

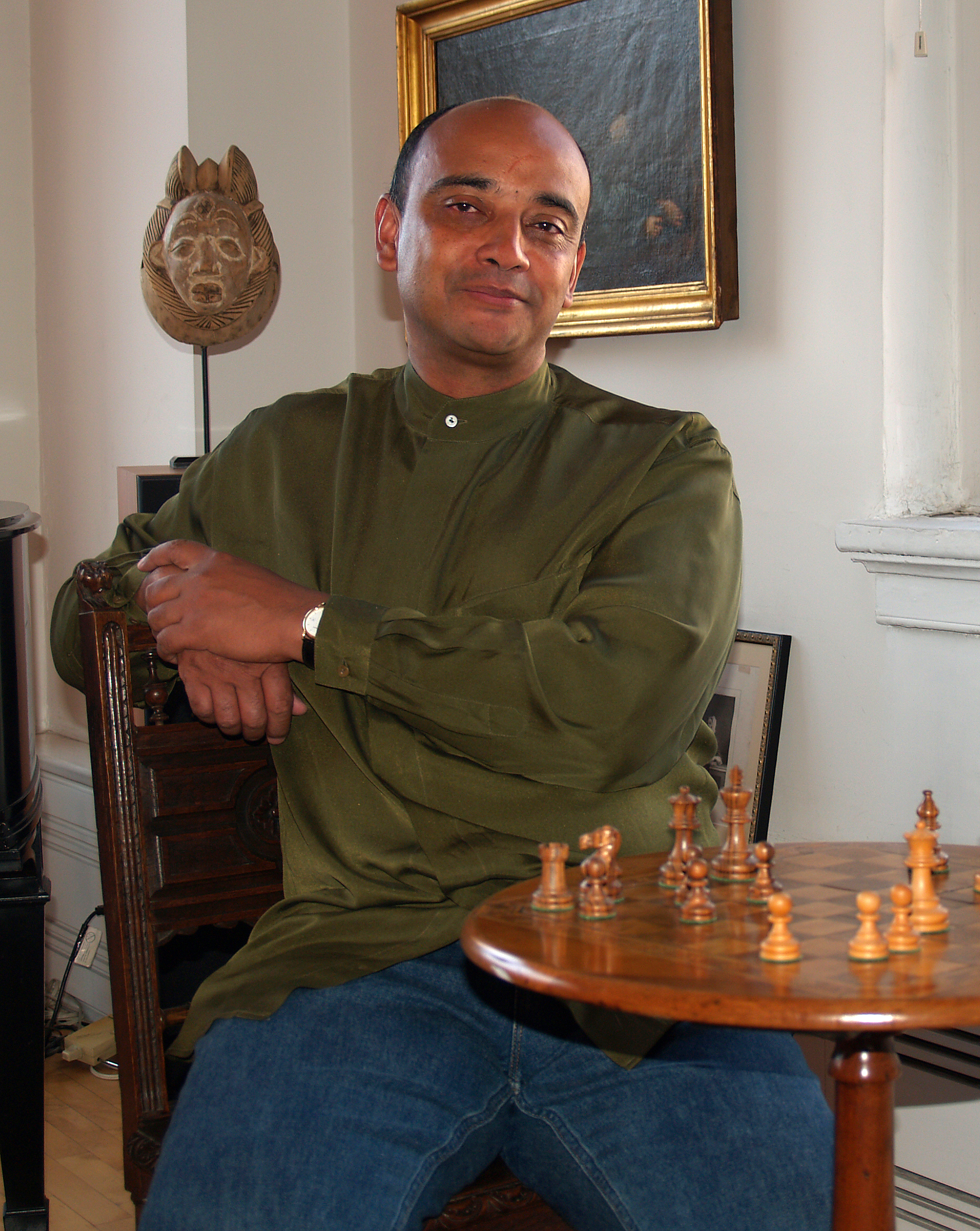
Kwame Anthony Appiah.
Fot. aut. Davida Shankbone’a.

Kwame Anthony Appiah (ur. 8 maja 1954 w Londynie) – amerykańsko-ghański filozof, teoretyk kultury i pisarz, zajmujący się również kwestiami filozofii politycznej i etyki, jak i filozofią języka oraz umysłu. Znany jest ze swoich prac na temat historii intelektualnej Afryki i filozofii afrykańskiej.
Jest jednym z trójki dzieci Josepha Emmanuela Appiaha (prawnika i polityka) i Enid Margaret Appiah (pisarki i córki Sir Stafforda Crippsa).

## Życie prywatne
Kwame Anthony Appiah urodził się w Londynie, skąd pochodzi jego matka, a wychowywany był w Kumasi, mieście stołecznym regionu Ashanti w Ghanie. Silnie związany z tamtejszą okolicą, niejednokrotnie powraca do jej folkloru w swoich publikacjach.
Razem ze swoim mężem Henrym Finderem mają apartament w Chelsea na Manhattanie i dom w Pennington, w New Jersey. Appiah pisał o tym jak to jest dorastać w Ghanie będąc homoseksualnym.

## Kariera
Aktualnie utrzymuje stanowisko na Wydziale Filozofii Uniwersytetu w Nowym Jorku, był także wykładowcą na uniwersytetach w Cambridge, Princeton i w Laurence S. Rockefeller University.

## Publikacje

### Książki
- The Honor Code: How Moral Revolutions Happen, New York, W.W. Norton, 2010.
- Experiments in Ethics. Cambridge: Harvard University Press, 2008.
- Cosmopolitanism: Ethics in a World of Strangers. New York: W.W. Norton, 2006; polski przekład: Kosmopolityzm. Etyka w świecie obcych, przeł. Joanna Klimczyk, Warszawa: Prószyński i S-ka 2008, ISBN 978-83-7469-779-8.
- The Ethics of Identity. Princeton University Press, 2005.
- Thinking It Through: An Introduction to Contemporary Philosophy. New York: Oxford University Press, 2003.
- Africana: The Concise Desk Reference. edited with H.L. Gates Jr. Philadelphia: Running Press, 2003.
- Kosmopolitischer Patriotismus. Frankfurt: Suhrkamp, 2002.
- Bu Me Bé: The Proverbs of the Akan. With Peggy Appiah, and with the assistance of Ivor Agyeman-Duah. Accra: The Center for Intellectual Renewal, 2002.
- Color Conscious: The Political Morality of Race. With Amy Gutman, introduction by David Wilkins. Princeton, NJ: Princeton University Press, 1996.
- In My Father’s House: Africa in the Philosophy of Culture. London: Methuen, 1992; New York: Oxford University Press, 1992.
- Necessary Questions: An Introduction to Philosophy. New York: Prentice-Hall/Calmann & King, 1989.
- For Truth in Semantics. Oxford: Blackwell’s, 1986.
- Assertion and Conditionals. Cambridge: Cambridge University Press, 1985.

### Powieści
- Another Death in Venice: A Sir Patrick Scott Investigation. London: Constable, 1995.
- Nobody Likes Letitia. London: Constable, 1994.
- Avenging Angel. London: Constable, 1990; New York: St. Martin’s Press, 1991.